# Alpena (Schiff)
Die Alpena war ein Raddampfer, der am 16. Oktober 1880, mit Passagieren und Fracht auf dem Weg nach Chicago, in einem heftigen Sturm, der als „The Big Blow“ in die amerikanische Geschichte einging, spurlos verschwand. Niemand an Bord überlebte; die genauen Umstände des Unglücks blieben im Dunkeln. Sie wurde bis heute nicht gefunden.

## Das Schiff
Der 60 m lange hölzerne Raddampfer Alpena wurde 1866 von Thomas Arnold von der Gesellschaft Gallagher & Company in Marine City (Michigan) gebaut. Er war für den Transport von Passagieren und Fracht auf dem Michigansee gedacht. Die Alpena wurde ursprünglich für Gardner, Ward & Gallagher gebaut, aber im April 1868 von der von Albert Edgar Goodrich neu gegründeten Reederei Goodrich Line übernommen.
Das aus Holz gebaute Schiff wurde von einer einzylindrigen Dampfmaschine angetrieben und hatte auf jeder Seite je ein Schaufelrad mit einem Durchmesser von je 7,3 m. Im Winter 1875/76 wurde das Schiff in Manitowoc generalüberholt.

## Das Verschwinden
Am Freitag, dem 15. Oktober 1880 um 21.30 Uhr legte die Alpena unter dem Kommando von Kapitän Nelson W. Napier in Grand Haven zu einer weiteren Überfahrt nach Chicago ab. An Bord waren 80 Passagiere und Besatzungsmitglieder und eine Fracht von zehn Wagenladungen Äpfel. Das Wetter bei der Abfahrt war klar, aber das Barometer zeigte erste Anzeichen eines aufkommenden Sturms. Auf ihrem südwestlichen Kurs wurde die Alpena von dem Dampfer Muskegon gegen 01.00 Uhr nachts gesichtet. Zu diesem Zeitpunkt war noch alles in Ordnung.
Um etwa 03.00 Uhr morgens am 16. Oktober setzte auf dem Gewässer einer der schwersten Stürme ein, der je in der Geschichte des Michigansees aufgezeichnet wurde und der unter dem Namen „The Big Blow“ bekannt wurde. Große Uferabschnitte wurden durch ihn in Mitleidenschaft gezogen. In den folgenden Stunden wurde die Alpena noch mehrmals gesehen, unter anderem um 08.00 Uhr von Kapitän George Boomsluiter an Bord seiner Bark City of Grand Haven. Das Schiff kämpfte etwa 35 Meilen von Kenosha mit den hohen Wellen.
Danach wurde der Dampfer noch einmal von einem anderen Schiff auf der Seite liegend gesehen, mit einem der Schaufelräder aus dem Wasser ragend. Anschließend verlor sich die Spur der Alpena. In den folgenden Tagen spülten Strömungen und Winde zahlreiche Wrackteile und Trümmer bei der Stadt Holland ans Ufer, darunter ein Klavier. Bei Saugatuck trieben hunderte Äpfel in der Brandung. Eine Woche nach dem Verschwinden hatten sich die angespülten Wrackteile über einen Radius von 20 Meilen am Westufer des Michigansees verteilt. Die New York Times berichtete auch von einem Rettungsboot der Alpena¸ das bei Saugatuck gefunden wurde.
Die genauen Umstände und der exakte Zeitpunkt des Untergangs sind nicht bekannt. Da die Uhr eines der geborgenen Todesopfer aber um 10.15 Uhr am 16. Oktober stehen geblieben war, wurde angenommen, dass das Schiff etwa zu der Zeit sank. Es gab keine Überlebenden und es wurden auch nur wenige Leichen gefunden. Die Zahl der Menschen an Bord konnte nie exakt festgelegt werden, da die Passagierliste mit dem Schiff unterging. Die Zeitung Holland City News veröffentlichte aber eine Liste der Passagiere und Besatzungsmitglieder mit 80 Namen, darunter einige Frauen und Kinder. Die meisten Fahrgäste waren aus Illinois und Michigan, es befanden sich aber auch Passagiere aus Philadelphia, New York und eine Gruppe von fünf Schweden an Bord.
Das Wrack der Alpena wurde bis heute nicht entdeckt. Es wurde unter anderem spekuliert, dass die große Menge Äpfel, die auf dem Hauptdeck gelagert gewesen war, sich im Sturm losgerissen, verlagert und das Schiff zum Kentern gebracht hatte.